# Alojzij Gonzaga
Alojzij Gonzaga, DJ, jezuit in katoliški svetnik. * 9. marec 1568, Castiglione delle Stiviere; † 21. junij 1591, Rim.

## Življenje in delo
Sveti Alojzij se je rodil v plemiški družini Gonzaga v Castiglionu očetu Ferrantu Gonzagi in materi Marti Gonzaga. Že njegov prihod na svet je bil težaven, saj je ob rojstvu skorajda umrl. Kasneje se je okrepil, tako telesno kot tudi miselno, saj se je njegova razumnost in bistroumnost pričela kazati že zelo zgodaj. 
Kot pravega Gonzago so ga zanimali konji in vojska, zato ga je oče leta 1573 vzel s seboj v Casal, kjer je imel vojaški tabor. Tu je Alojzij živel pravo življenje vojaka. Naučil se je precej kletvic. Doživel je tudi nesrečo, saj mu je smodnik iz puške udaril naravnost v obraz. Razen osmojenih obrvi in nekaj manjših opeklin je odnesel brez posledic.
Leta 1576 in 1577 je Alojzij skupaj s svojim bratom Rudolfom potoval v Firence, kjer se je šolal na dvoru Francesca de' Medici. Od leta 1578 do 1579 je Alojzij skupaj z bratom odpotoval v Mantovo k stricu. Potlej sta se vrnila domov. 
Ko je leta 1580 v Castiglion prišel novi milanski nadškof kardinal Karel Boromejski na vizitacijo v duhu tridentinske prenove, je stopil v stik z njim tudi mladi Alojzij. Sveti škof si je zanj vzel čas, da ga je lahko pripravljal na prejem prvega svetega obhajila. Ta zakrament je Alojzij prejel na god sv. Magdalene (22. julij) leta 1580.
Leta 1581 je morala Alojzijeva družina spremljati cesarico vdovo Marijo Avstrijsko, ki je potovala iz Prage v Madrid. Na španskem dvoru je Alojzij postal prijatelj in paž prestolonasledniku Diegu, sinu španskega kralja Filipa II. Po smrti princa Diega se je še bolj posvetil duhovnemu življenju in vztrajal pri svojem poklicu. V Španiji je njegova družina ostala vse do leta 1584.
Takoj, ko je njegov oče izvedel, da želi vstopiti k jezuitom, je pobesnel. Člani tega reda v tistem času niso smeli prejeti visokih cerkvenih služb, zato njegov oče tega ni odobraval. Najprej ga je hotel prepričati v nasprotno, tako da je k njemu pošiljal različne dostojanstvenike. Oče, še vedno besen, je Alojzija in Rudolfa poslal po italijanskih dvorih, da bi Alojzija spreobrnili. Brez uspeha. Skrušen oče je priznal, da tu ne more nič več pomagati in je leta 1585 s solzami v očeh gledal sina, ki se je slovesno odpovedal kroni in nasledstvenim pravicam. Tako je Alojzij ves srečen odpotoval v Rim, da bi se pridružil jezuitom. 
Leta 1587 je opravil prve zaobljube in leta 1588 prejel nižje redove. V samostanu je še bolj sveto živel in rastel v znanju, pobožnosti in duhovnosti. Najraje je molčal in razmišljal o Kristusu.  V letih 1589 do 1590 je v družini Gonzaga nastal prepir med Alojzijevim bratom Rudolfom in njegovim stricem. Tako je bil Alojzij prisiljen odpotovati nazaj v Castiglion, da je uspešno rešil prepir.
Ko se je vrnil, je v Rimu izbruhnila kolera in Alojzij se je javil, da bo pomagal bolnikom. Najprej njegova prošnja ni bila uslišana, saj je bil šibkega zdravja, a je vztrajal tako dolgo, da mu je uspelo prepričati predstojnike, da je pripravljen na to nalogo. Tako je s samarijansko ljubeznijo pomagal bolnikom, dokler tudi sam ni zbolel. Umrl je 21. junija 1591.
Zaradi njegovega svetniškega življenja se je že kmalu pričel postopek za beatifikacijo. Tako ga je papež Pavel V. razglasil za blaženega že 19. oktobra 1605.
Papež Benedikt XIII. pa ga je 31. decembra 1726 razglasil za svetnika. Isti papež pa ga leta 1729 razglasil za zavetnika mladine. Poleg tega je še zavetnik študentov, jezuitskih novincev, bolnikov z AIDS in tistih, ki jih oskrbujejo.
V Mariboru stoji njemu posvečena cerkev. V Ljubljani pa je škof Anton Alojzij Wolf postavil zavod in stavbo z imeno Alojzijevišče oziroma Aloysianum.
1. ↑  BeWeb
2. ↑  Encyclopædia Britannica
3. ↑  SNAC — 2010.